# Igersheim
Igersheim là một thị xã nằm ở huyện Main-Tauber-Kreis, thuộc bang Baden-Württemberg, Đức

## Dân số
| Năm  | Số dân |
| ---- | ------ |
| 1961 | 3135   |
| 1970 | 3858   |
| 1991 | 5014   |
| 1995 | 5457   |
| 2005 | 5709   |
| 2010 | 5653   |
| 2015 | 5543   |
| 2020 | 5523   |